# آدم ويلر
آدم ويلر (بالإنجليزية: Adam Wheeler)‏ هو مصارع رياضي أمريكي، ولد في 24 مارس 1981 في لانكستر في الولايات المتحدة.

## وصلات خارجية
- آدم ويلر على موقع قاعدة بيانات المصارعة الدولية (الإنجليزية)
- آدم ويلر على موقع أوليمبيديا (الإنجليزية)